# 世界SF全集
『世界SF全集』（せかいエスエフぜんしゅう、函の表面では『21世紀の文学 世界SF全集』と表記されている）は、早川書房が1968年（昭和43年）10月から1971年（昭和46年）8月にかけて刊行した、SF小説の叢書（全集）である。全35巻。

## 概要
『S-Fマガジン』初代編集長であった福島正実が企画、福島と副編集長の森優（南山宏）が編集実務を担当し、石川喬司・野田宏一郎（昌宏）・伊藤典夫がアドヴァイザーをつとめた。ジュール・ヴェルヌ以来の古典から現代までの全世界のSF作品を網羅的に収録する全集、という世界的に見ても類例のない企画であり、刊行時には「世界で初めての画期的な全集」を謳っていた。
版型は四六判函入り上製本で、各巻400ページから700ページほど。装幀は勝呂忠。
1968年10月刊行開始。第1回配本は第10巻『ハックスリイ オーウェル』で、これは「SFも文学たり得ることを既成ファン以外にも知ってもらう機会にしたい」という福島の意図によるものである。森優によれば、ジョージ・オーウェル未亡人のソニア・オーウェルから「SFの全集に入れられるのは心外」という抗議が来たため、説得して事なきを得たという。この巻は日本図書館協会選定図書に指定された。刊行中の1969年5月に福島正実が早川書房を辞職するというトラブルに見舞われたものの（経緯については覆面座談会事件を参照）、月1巻の刊行ペースを守り、1971年8月配本の第4巻『ガーンズバック テイン』をもって完結した。刊行当初は平均8000部程度を期待していたが、実際の成績は倍以上だったという。
各巻はおおむね年代順に配列されている。第1巻から第26巻までが海外作家、第27巻から第30巻までが日本作家、第31巻から第35巻までが短編のアンソロジーとなっている。英米作家中心ではあるが、ソ連のアレクサンドル・ベリャーエフ、イワン・エフレーモフ、ストルガツキー兄弟、ポーランドのスタニスワフ・レム（本全集では「スタニスラフ・レム」表記）、フランスのルネ・バルジャベル、ドイツ（出生地はオーストリア）のヘルベルト・W・フランケなど、さまざまな国の作品を収めている。
北原尚彦は、「本全集の最大の功績というのは「SFの名作が図書館においてあるようになった」ということではないか」と評している。
2007年に、月報に掲載された文章を再録した早川書房編集部編『日本SF・幼年期の終り――『世界SF全集』月報より』が刊行された。

## 内容
| 巻 | 各巻題名                                       | 収録作品                              | 著者                                      | 訳者                | 解説              | 編者                       | 配本順 | 発行年月   |
| -- | ---------------------------------------------- | ------------------------------------- | ----------------------------------------- | ------------------- | ----------------- | -------------------------- | ------ | ---------- |
| 1  | ヴェルヌ                                       | 地底世界                              | ジュール・ヴェルヌ                        | 村上哲夫            | 三輪秀彦          |                            | 16     | 1970年 1月 |
| 1  | ヴェルヌ                                       | 海底二万リーグ                        | ジュール・ヴェルヌ                        | 村上哲夫            | 三輪秀彦          |                            | 16     | 1970年 1月 |
| 2  | ウエルズ                                       | タイム・マシン                        | H・G・ウエルズ                            | 宇野利泰            | 福島正実          |                            | 18     | 1970年 3月 |
| 2  | ウエルズ                                       | 透明人間                              | H・G・ウエルズ                            | 多田雄二            | 福島正実          |                            | 18     | 1970年 3月 |
| 2  | ウエルズ                                       | 宇宙戦争                              | H・G・ウエルズ                            | 宇野利泰            | 福島正実          |                            | 18     | 1970年 3月 |
| 3  | ドイル                                         | ロスト・ワールド                      | アーサー・コナン・ドイル                  | 加島祥造            | 福島正実          |                            | 23     | 1970年 8月 |
| 3  | ドイル                                         | 毒ガス帯                              | アーサー・コナン・ドイル                  | 永井淳              | 福島正実          |                            | 23     | 1970年 8月 |
| 3  | ドイル                                         | マラコット海淵                        | アーサー・コナン・ドイル                  | 斎藤伯好            | 福島正実          |                            | 23     | 1970年 8月 |
| 3  | ドイル                                         | 物質分解機                            | アーサー・コナン・ドイル                  | 永井淳              | 福島正実          |                            | 23     | 1970年 8月 |
| 3  | ドイル                                         | 地球の叫び                            | アーサー・コナン・ドイル                  | 永井淳              | 福島正実          |                            | 23     | 1970年 8月 |
| 4  | ガーンズバック テイン                          | ラルフ124C41+                         | ヒューゴー・ガーンズバック                | 中上守              | 野田昌宏          |                            | 35     | 1971年 8月 |
| 4  | ガーンズバック テイン                          | ミュンヒハウゼン男爵の科学的冒険      | ヒューゴー・ガーンズバック                | 小隅黎              | 野田昌宏          |                            | 35     | 1971年 8月 |
| 4  | ガーンズバック テイン                          | 鉄の星                                | ジョン・テイン                            | 中村能三            | 野田昌宏          |                            | 35     | 1971年 8月 |
| 5  | ワイリー ライト                                | 闘士                                  | フィリップ・ワイリー                      | 矢野徹              | 伊藤典夫          |                            | 8      | 1969年 5月 |
| 5  | ワイリー ライト                                | 時を克えて                            | S・ファウラー・ライト                     | 川村哲郎            | 野田宏一郎        |                            | 8      | 1969年 5月 |
| 6  | ステープルドン リュイス                        | シリウス                              | オラフ・ステープルドン                    | 中村能三            | 福島正実          |                            | 19     | 1970年 4月 |
| 6  | ステープルドン リュイス                        | 沈黙の惑星より                        | C・S・リュイス                            | 中村能三            | 伊藤典夫          |                            | 19     | 1970年 4月 |
| 7  | スミス                                         | 銀河パトロール                        | エドワード・E・スミス                     | 井上一夫            | 野田昌宏          |                            | 24     | 1970年 9月 |
| 7  | スミス                                         | 宇宙のスカイラーク                    | エドワード・E・スミス                     | 川口正吉            | 野田昌宏          |                            | 24     | 1970年 9月 |
| 8  | ベリャーエフ                                   | ドウエル教授の首                      | アレクサンドル・ベリャーエフ              | 袋一平              | 袋一平            |                            | 9      | 1969年 6月 |
| 8  | ベリャーエフ                                   | 無への跳躍                            | アレクサンドル・ベリャーエフ              | 袋一平              | 袋一平            |                            | 9      | 1969年 6月 |
| 9  | エレンブルグ チャペック                        | トラストD・E                          | イリヤ・エレンブルグ                      | 吉上昭三            | 吉上昭三          |                            | 25     | 1970年10月 |
| 9  | エレンブルグ チャペック                        | 山椒魚戦争                            | カレル・チャペック                        | 栗栖継              | 栗栖継            |                            | 25     | 1970年10月 |
| 10 | ハックスリイ オーウェル                        | すばらしい新世界                      | オルダス・ハックスリイ                    | 松村達雄            | 松村達雄          |                            | 1      | 1968年10月 |
| 10 | ハックスリイ オーウェル                        | 1984年                                | ジョージ・オーウェル                      | 新庄哲夫            | 新庄哲夫          |                            | 1      | 1968年10月 |
| 11 | ハミルトン ラインスター                        | 時果つるところ                        | エドモンド・ハミルトン                    | 南山宏              | 南山宏            |                            | 14     | 1969年11月 |
| 11 | ハミルトン ラインスター                        | オペレーション外宇宙                  | マレイ・ラインスター                      | 野田昌宏            | 野田昌宏          |                            | 14     | 1969年11月 |
| 12 | ハインライン                                   | 人形つかい                            | ロバート・A・ハインライン                 | 福島正実            | 福島正実          |                            | 28     | 1971年 1月 |
| 12 | ハインライン                                   | 夏への扉                              | ロバート・A・ハインライン                 | 福島正実            | 福島正実          |                            | 28     | 1971年 1月 |
| 13 | ブラッドベリ                                   | 火星年代記                            | レイ・ブラッドベリ                        | 小笠原豊樹          | 福島正実          |                            | 20     | 1970年 5月 |
| 13 | ブラッドベリ                                   | 華氏四五一度                          | レイ・ブラッドベリ                        | 宇野利泰            | 福島正実          |                            | 20     | 1970年 5月 |
| 14 | アシモフ                                       | 宇宙気流                              | アイザック・アシモフ                      | 平井イサク          | 福島正実          |                            | 15     | 1969年12月 |
| 14 | アシモフ                                       | 鋼鉄都市                              | アイザック・アシモフ                      | 福島正実            | 福島正実          |                            | 15     | 1969年12月 |
| 15 | クラーク                                       | 幼年期の終り                          | アーサー・C・クラーク                     | 福島正実            | 福島正実          |                            | 13     | 1969年10月 |
| 15 | クラーク                                       | 海底牧場                              | アーサー・C・クラーク                     | 高橋泰邦            | 福島正実          |                            | 13     | 1969年10月 |
| 16 | スタージョン ブラウン                          | 夢見る宝石                            | シオドア・スタージョン                    | 永井淳              | 永井淳            |                            | 5      | 1969年 2月 |
| 16 | スタージョン ブラウン                          | 雷鳴と薔薇                            | シオドア・スタージョン                    | 小笠原豊樹          | 永井淳            |                            | 5      | 1969年 2月 |
| 16 | スタージョン ブラウン                          | 火星人ゴーホーム                      | フレドリック・ブラウン                    | 稲葉明雄            | 稲葉明雄          |                            | 5      | 1969年 2月 |
| 16 | スタージョン ブラウン                          | みみず天使                            | フレドリック・ブラウン                    | 南山宏              | 稲葉明雄          |                            | 5      | 1969年 2月 |
| 17 | ヴォクト                                       | スラン                                | A・E・ヴァン・ヴォクト                    | 浅倉久志            | 浅倉久志          |                            | 3      | 1968年12月 |
| 17 | ヴォクト                                       | 宇宙船ビーグル号                      | A・E・ヴァン・ヴォクト                    | 浅倉久志            | 浅倉久志          |                            | 3      | 1968年12月 |
| 18 | ベスター ディック                              | 虎よ、虎よ!                           | アルフレッド・ベスター                    | 中田耕治            | 伊藤典夫          |                            | 22     | 1970年 7月 |
| 18 | ベスター ディック                              | 宇宙の眼                              | フィリップ・K・ディック                   | 中田耕治            | 福島正実          |                            | 22     | 1970年 7月 |
| 19 | ウインダム                                     | トリフィドの日                        | ジョン・ウインダム                        | 峯岸久              | 峯岸久            |                            | 4      | 1969年 1月 |
| 19 | ウインダム                                     | 地衣騒動                              | ジョン・ウインダム                        | 峯岸久              | 峯岸久            |                            | 4      | 1969年 1月 |
| 20 | シマック ブリッシュ                            | 都市                                  | クリフォード・D・シマック                 | 林克己他            | 福島正実          |                            | 17     | 1970年 2月 |
| 20 | シマック ブリッシュ                            | 地球人よ、故郷に還れ                  | ジェイムズ・ブリッシュ                    | 砧一郎              | 伊藤典夫          |                            | 17     | 1970年 2月 |
| 21 | ポール／コーンブルース アンダースン ファーマー | 宇宙商人                              | フレデリック・ポール C・M・コーンブルース | 加島祥造            | 浅倉久志          |                            | 30     | 1971年 3月 |
| 21 | ポール／コーンブルース アンダースン ファーマー | タイム・パトロール                    | ポール・アンダースン                      | 深町真理子          | 福島正実          |                            | 30     | 1971年 3月 |
| 21 | ポール／コーンブルース アンダースン ファーマー | 恋人たち                              | フィリップ・ホセ・ファーマー              | 伊藤典夫            | 伊藤典夫          |                            | 30     | 1971年 3月 |
| 22 | エフレーモフ                                   | 星の船                                | イワン・エフレーモフ                      | 飯田規和            | 飯田規和          |                            | 11     | 1969年 8月 |
| 22 | エフレーモフ                                   | アンドロメダ星雲                      | イワン・エフレーモフ                      | 飯田規和            | 飯田規和          |                            | 11     | 1969年 8月 |
| 23 | レム                                           | 砂漠の惑星                            | スタニスラフ・レム                        | 飯田規和            | 飯田規和          |                            | 2      | 1968年11月 |
| 23 | レム                                           | ソラリスの陽のもとに                  | スタニスラフ・レム                        | 飯田規和            | 飯田規和          |                            | 2      | 1968年11月 |
| 24 | ゴール グロモワ ストルガツキー兄弟             | クムビ                                | ゲンナージー・ゴール                      | 飯田規和            | 飯田規和          |                            | 26     | 1970年11月 |
| 24 | ゴール グロモワ ストルガツキー兄弟             | 自己との決闘                          | アリアードナ・グロモワ                    | 草柳種雄            | 飯田規和          |                            | 26     | 1970年11月 |
| 24 | ゴール グロモワ ストルガツキー兄弟             | 神様はつらい                          | ストルガツキー兄弟                        | 太田多耕            | 飯田規和          |                            | 26     | 1970年11月 |
| 25 | バルジャベル フリック フランケ                 | 荒廃                                  | ルネ・バルジャベル                        | 竹田宏              | 伊東守男          |                            | 29     | 1971年 2月 |
| 25 | バルジャベル フリック フランケ                 | パーティナ                            | マルティン・フリック                      | 松谷健二            | 松谷健二          |                            | 29     | 1971年 2月 |
| 25 | バルジャベル フリック フランケ                 | 思考の網                              | ヘルベルト・W・フランケ                   | 松谷健二            | 松谷健二          |                            | 29     | 1971年 2月 |
| 26 | オールディス バラード                          | グレイベアド                          | ブライアン・W・オールディス               | 深町真理子          | 伊藤典夫          |                            | 6      | 1969年 3月 |
| 26 | オールディス バラード                          | 結晶世界                              | J・G・バラード                            | 峯岸久              | 伊藤典夫          |                            | 6      | 1969年 3月 |
| 27 | 安部公房                                       | 第四間氷期                            | 安部公房                                  |                     | 奥野健男          |                            | 32     | 1971年 5月 |
| 27 | 安部公房                                       | 人間そっくり                          | 安部公房                                  |                     | 奥野健男          |                            | 32     | 1971年 5月 |
| 27 | 安部公房                                       | R62号の発明                           | 安部公房                                  |                     | 奥野健男          |                            | 32     | 1971年 5月 |
| 27 | 安部公房                                       | 赤い繭                                | 安部公房                                  |                     | 奥野健男          |                            | 32     | 1971年 5月 |
| 27 | 安部公房                                       | 闖入者                                | 安部公房                                  |                     | 奥野健男          |                            | 32     | 1971年 5月 |
| 27 | 安部公房                                       | 人肉食用反対陳情団と三人の紳士たち    | 安部公房                                  |                     | 奥野健男          |                            | 32     | 1971年 5月 |
| 27 | 安部公房                                       | 永久運動                              | 安部公房                                  |                     | 奥野健男          |                            | 32     | 1971年 5月 |
| 27 | 安部公房                                       | 魔法のチョーク                        | 安部公房                                  |                     | 奥野健男          |                            | 32     | 1971年 5月 |
| 27 | 安部公房                                       | デンドロカカリヤ                      | 安部公房                                  |                     | 奥野健男          |                            | 32     | 1971年 5月 |
| 27 | 安部公房                                       | 詩人の生涯                            | 安部公房                                  |                     | 奥野健男          |                            | 32     | 1971年 5月 |
| 27 | 安部公房                                       | 完全映画（トータル・スコープ）        | 安部公房                                  |                     | 奥野健男          |                            | 32     | 1971年 5月 |
| 27 | 安部公房                                       | 盲腸                                  | 安部公房                                  |                     | 奥野健男          |                            | 32     | 1971年 5月 |
| 27 | 安部公房                                       | 鉛の卵                                | 安部公房                                  |                     | 奥野健男          |                            | 32     | 1971年 5月 |
| 28 | 星新一                                         | 作品100                               | 星新一                                    |                     | 石川喬司          |                            | 10     | 1969年 7月 |
| 29 | 小松左京                                       | 継ぐのは誰か?                         | 小松左京                                  |                     | 石川喬司          |                            | 21     | 1970年 6月 |
| 29 | 小松左京                                       | 果しなき流れの果に                    | 小松左京                                  |                     | 石川喬司          |                            | 21     | 1970年 6月 |
| 30 | 筒井康隆 眉村卓 光瀬龍                         | 48億の妄想                            | 筒井康隆                                  |                     | 石川喬司          |                            | 27     | 1970年12月 |
| 30 | 筒井康隆 眉村卓 光瀬龍                         | 幻影の構成                            | 眉村卓                                    |                     | 石川喬司          |                            | 27     | 1970年12月 |
| 30 | 筒井康隆 眉村卓 光瀬龍                         | たそがれに還る                        | 光瀬龍                                    |                     | 石川喬司          |                            | 27     | 1970年12月 |
| 31 | 世界のSF（短篇集）古典篇                       | 第一部 危険な創造                     | 第一部 危険な創造                         | 第一部 危険な創造   | 福島正実          | 福島正実 野田昌宏 伊藤典夫 | 34     | 1971年 7月 |
| 31 | 世界のSF（短篇集）古典篇                       | 金剛石のレンズ                        | フィッツ＝ジェイムズ・オブライエン        | 稲葉明雄            | 福島正実          | 福島正実 野田昌宏 伊藤典夫 | 34     | 1971年 7月 |
| 31 | 世界のSF（短篇集）古典篇                       | ロス・アミゴスの大失策                | アーサー・コナン・ドイル                  | 福島正実            | 福島正実          | 福島正実 野田昌宏 伊藤典夫 | 34     | 1971年 7月 |
| 31 | 世界のSF（短篇集）古典篇                       | 新加速剤                              | H・G・ウエルズ                            | 宇野利泰            | 福島正実          | 福島正実 野田昌宏 伊藤典夫 | 34     | 1971年 7月 |
| 31 | 世界のSF（短篇集）古典篇                       | 万能図書館                            | クルト・ラスヴィッツ                      | 小尾芙佐            | 福島正実          | 福島正実 野田昌宏 伊藤典夫 | 34     | 1971年 7月 |
| 31 | 世界のSF（短篇集）古典篇                       | フェッセンデンの宇宙                  | エドモンド・ハミルトン                    | 稲葉明雄            | 福島正実          | 福島正実 野田昌宏 伊藤典夫 | 34     | 1971年 7月 |
| 31 | 世界のSF（短篇集）古典篇                       | 第二部 空想の旅路                     |                                           |                     | 福島正実          | 福島正実 野田昌宏 伊藤典夫 | 34     | 1971年 7月 |
| 31 | 世界のSF（短篇集）古典篇                       | 霊の内なる難船                        | アンブロウズ・ビアス                      | 中村能三            | 福島正実          | 福島正実 野田昌宏 伊藤典夫 | 34     | 1971年 7月 |
| 31 | 世界のSF（短篇集）古典篇                       | オノレ・シュブラックの失踪            | ギヨーム・アポリネール                    | 窪田般彌            | 福島正実          | 福島正実 野田昌宏 伊藤典夫 | 34     | 1971年 7月 |
| 31 | 世界のSF（短篇集）古典篇                       | 火星の月のもとで                      | エドガー・ライス・バロウズ                | 関口幸男            | 福島正実          | 福島正実 野田昌宏 伊藤典夫 | 34     | 1971年 7月 |
| 31 | 世界のSF（短篇集）古典篇                       | 龍（ドラゴン）の鏡                    | A・メリット                               | 団精二              | 福島正実          | 福島正実 野田昌宏 伊藤典夫 | 34     | 1971年 7月 |
| 31 | 世界のSF（短篇集）古典篇                       | 異次元の色彩                          | H・P・ラヴクラフト                        | 団精二              | 福島正実          | 福島正実 野田昌宏 伊藤典夫 | 34     | 1971年 7月 |
| 31 | 世界のSF（短篇集）古典篇                       | 四次元方程式                          | マイルズ・Ｊ・ブルウアー M・D             | 大山優              | 福島正実          | 福島正実 野田昌宏 伊藤典夫 | 34     | 1971年 7月 |
| 31 | 世界のSF（短篇集）古典篇                       | 宇宙の住人たち                        | レイモンド・Z・ガラン                     | 野田昌宏            | 福島正実          | 福島正実 野田昌宏 伊藤典夫 | 34     | 1971年 7月 |
| 31 | 世界のSF（短篇集）古典篇                       | 混沌空間                              | クラーク・アシュトン・スミス              | 野田昌宏            | 福島正実          | 福島正実 野田昌宏 伊藤典夫 | 34     | 1971年 7月 |
| 31 | 世界のSF（短篇集）古典篇                       | シャンブロウ                          | C・L・ムーア                              | 仁賀克雄            | 福島正実          | 福島正実 野田昌宏 伊藤典夫 | 34     | 1971年 7月 |
| 31 | 世界のSF（短篇集）古典篇                       | 火星のオデッセイ                      | スタンリイ・G・ワインボウム               | 大山優              | 福島正実          | 福島正実 野田昌宏 伊藤典夫 | 34     | 1971年 7月 |
| 31 | 世界のSF（短篇集）古典篇                       | 第三部 未来への予感                   |                                           |                     | 福島正実          | 福島正実 野田昌宏 伊藤典夫 | 34     | 1971年 7月 |
| 31 | 世界のSF（短篇集）古典篇                       | メロンタ・タウタ                      | エドガー・アラン・ポー                    | 高橋正雄            | 福島正実          | 福島正実 野田昌宏 伊藤典夫 | 34     | 1971年 7月 |
| 31 | 世界のSF（短篇集）古典篇                       | 来たるべき能力                        | エドワード・ベラミイ                      | 団精二              | 福島正実          | 福島正実 野田昌宏 伊藤典夫 | 34     | 1971年 7月 |
| 31 | 世界のSF（短篇集）古典篇                       | 2889年                                | ジュール・ヴェルヌ                        | 村上啓夫            | 福島正実          | 福島正実 野田昌宏 伊藤典夫 | 34     | 1971年 7月 |
| 31 | 世界のSF（短篇集）古典篇                       | 赤死病                                | ジャック・ロンドン                        | 矢野徹              | 福島正実          | 福島正実 野田昌宏 伊藤典夫 | 34     | 1971年 7月 |
| 31 | 世界のSF（短篇集）古典篇                       | ジョン・ジョーンズ基金                | ハリイ・スティーヴン・キーラー            | 伊藤典夫            | 福島正実          | 福島正実 野田昌宏 伊藤典夫 | 34     | 1971年 7月 |
| 31 | 世界のSF（短篇集）古典篇                       | 金星の人類                            | オラフ・ステープルドン                    | 深町真理子          | 福島正実          | 福島正実 野田昌宏 伊藤典夫 | 34     | 1971年 7月 |
| 31 | 世界のSF（短篇集）古典篇                       | 最終進化                              | ジョン・W・キャンベル Jr.                 | 斎藤伯好            | 福島正実          | 福島正実 野田昌宏 伊藤典夫 | 34     | 1971年 7月 |
| 31 | 世界のSF（短篇集）古典篇                       | バビロンの水のほとりに                | スティーヴン・ヴィンセント・ベネー        | 浅倉久志            | 福島正実          | 福島正実 野田昌宏 伊藤典夫 | 34     | 1971年 7月 |
| 31 | 世界のSF（短篇集）古典篇                       | 第四部 諷刺の世界                     |                                           |                     | 福島正実          | 福島正実 野田昌宏 伊藤典夫 | 34     | 1971年 7月 |
| 31 | 世界のSF（短篇集）古典篇                       | 天空広告                              | ヴィリエ・ド・リラダン                    | 齋藤磯雄            | 福島正実          | 福島正実 野田昌宏 伊藤典夫 | 34     | 1971年 7月 |
| 31 | 世界のSF（短篇集）古典篇                       | 戦争請負います                        | フランク・R・ストックトン                 | 小尾芙佐            | 福島正実          | 福島正実 野田昌宏 伊藤典夫 | 34     | 1971年 7月 |
| 31 | 世界のSF（短篇集）古典篇                       | もう一つの世界                        | J・H・ロニー兄                            | 竹田宏              | 福島正実          | 福島正実 野田昌宏 伊藤典夫 | 34     | 1971年 7月 |
| 31 | 世界のSF（短篇集）古典篇                       | 人間の出現                            | ジョン・D・ベレズフォード                 | 伊藤典夫            | 福島正実          | 福島正実 野田昌宏 伊藤典夫 | 34     | 1971年 7月 |
| 31 | 世界のSF（短篇集）古典篇                       | 歩行者族の反乱                        | D・H・ケラー                              | 矢野徹              | 福島正実          | 福島正実 野田昌宏 伊藤典夫 | 34     | 1971年 7月 |
| 32 | 世界のSF（短篇集）現代篇                       | 第一部 黄金の時代                     | 第一部 黄金の時代                         | 第一部 黄金の時代   | 福島正実 伊藤典夫 | 福島正実 伊藤典夫          | 12     | 1969年 9月 |
| 32 | 世界のSF（短篇集）現代篇                       | 愛しのヘレン                          | レスター・デル・リイ                      | 福島正実            | 福島正実 伊藤典夫 | 福島正実 伊藤典夫          | 12     | 1969年 9月 |
| 32 | 世界のSF（短篇集）現代篇                       | 歪んだ家                              | ロバート・A・ハインライン                 | 吉田誠一            | 福島正実 伊藤典夫 | 福島正実 伊藤典夫          | 12     | 1969年 9月 |
| 32 | 世界のSF（短篇集）現代篇                       | 夜来たる                              | アイザック・アシモフ                      | 川村哲郎            | 福島正実 伊藤典夫 | 福島正実 伊藤典夫          | 12     | 1969年 9月 |
| 32 | 世界のSF（短篇集）現代篇                       | トオンキイ                            | ヘンリー・カットナー                      | 南山宏              | 福島正実 伊藤典夫 | 福島正実 伊藤典夫          | 12     | 1969年 9月 |
| 32 | 世界のSF（短篇集）現代篇                       | 存在の環                              | P・スカイラー・ミラー                     | 南山宏              | 福島正実 伊藤典夫 | 福島正実 伊藤典夫          | 12     | 1969年 9月 |
| 32 | 世界のSF（短篇集）現代篇                       | 最初の接触                            | マレイ・ラインスター                      | 伊藤典夫            | 福島正実 伊藤典夫 | 福島正実 伊藤典夫          | 12     | 1969年 9月 |
| 32 | 世界のSF（短篇集）現代篇                       | 第二部 拡大の時代                     |                                           |                     | 福島正実 伊藤典夫 | 福島正実 伊藤典夫          | 12     | 1969年 9月 |
| 32 | 世界のSF（短篇集）現代篇                       | クリスマス・プレゼント                | ウィリアム・テン                          | 福島正実            | 福島正実 伊藤典夫 | 福島正実 伊藤典夫          | 12     | 1969年 9月 |
| 32 | 世界のSF（短篇集）現代篇                       | ベティアンよ帰れ                      | クリス・ネヴィル                          | 稲葉明雄            | 福島正実 伊藤典夫 | 福島正実 伊藤典夫          | 12     | 1969年 9月 |
| 32 | 世界のSF（短篇集）現代篇                       | こわい                                | ジャック・フィニイ                        | 福島正実            | 福島正実 伊藤典夫 | 福島正実 伊藤典夫          | 12     | 1969年 9月 |
| 32 | 世界のSF（短篇集）現代篇                       | 野生の児                              | ポール・アンダースン                      | 邦枝輝夫            | 福島正実 伊藤典夫 | 福島正実 伊藤典夫          | 12     | 1969年 9月 |
| 32 | 世界のSF（短篇集）現代篇                       | 表面張力                              | ジェイムズ・ブリッシュ                    | 川村哲郎            | 福島正実 伊藤典夫 | 福島正実 伊藤典夫          | 12     | 1969年 9月 |
| 32 | 世界のSF（短篇集）現代篇                       | 悪夢の兄弟                            | アラン・E・ナース                         | 南山宏              | 福島正実 伊藤典夫 | 福島正実 伊藤典夫          | 12     | 1969年 9月 |
| 32 | 世界のSF（短篇集）現代篇                       | 母                                    | フィリップ・ホセ・ファーマー              | 伊藤典夫            | 福島正実 伊藤典夫 | 福島正実 伊藤典夫          | 12     | 1969年 9月 |
| 32 | 世界のSF（短篇集）現代篇                       | にせ者                                | フィリップ・K・ディック                   | 福島正実            | 福島正実 伊藤典夫 | 福島正実 伊藤典夫          | 12     | 1969年 9月 |
| 32 | 世界のSF（短篇集）現代篇                       | 壁の中                                | シオドア・R・コグスウェル                 | 南山宏              | 福島正実 伊藤典夫 | 福島正実 伊藤典夫          | 12     | 1969年 9月 |
| 32 | 世界のSF（短篇集）現代篇                       | 種の起源                              | キャサリン・マクリーン                    | 深町真理子          | 福島正実 伊藤典夫 | 福島正実 伊藤典夫          | 12     | 1969年 9月 |
| 32 | 世界のSF（短篇集）現代篇                       | 冷たい方程式                          | トム・ゴドウィン                          | 伊藤典夫            | 福島正実 伊藤典夫 | 福島正実 伊藤典夫          | 12     | 1969年 9月 |
| 32 | 世界のSF（短篇集）現代篇                       | 唯我論者                              | フレドリック・ブラウン                    | 南山宏              | 福島正実 伊藤典夫 | 福島正実 伊藤典夫          | 12     | 1969年 9月 |
| 32 | 世界のSF（短篇集）現代篇                       | 星                                    | アーサー・C・クラーク                     | 川村哲郎            | 福島正実 伊藤典夫 | 福島正実 伊藤典夫          | 12     | 1969年 9月 |
| 32 | 世界のSF（短篇集）現代篇                       | 吹きわたる風                          | チャド・オリヴァー                        | 稲葉明雄            | 福島正実 伊藤典夫 | 福島正実 伊藤典夫          | 12     | 1969年 9月 |
| 32 | 世界のSF（短篇集）現代篇                       | 第三部 新しい波                       |                                           |                     | 福島正実 伊藤典夫 | 福島正実 伊藤典夫          | 12     | 1969年 9月 |
| 32 | 世界のSF（短篇集）現代篇                       | 危険の報酬                            | ロバート・シェクリイ                      | 井上一夫            | 福島正実 伊藤典夫 | 福島正実 伊藤典夫          | 12     | 1969年 9月 |
| 32 | 世界のSF（短篇集）現代篇                       | 誰が人間にとってかわられる?           | ブライアン・W・オールディス               | 福島正実            | 福島正実 伊藤典夫 | 福島正実 伊藤典夫          | 12     | 1969年 9月 |
| 32 | 世界のSF（短篇集）現代篇                       | 次元断層                              | リチャード・マティスン                    | 高橋豊              | 福島正実 伊藤典夫 | 福島正実 伊藤典夫          | 12     | 1969年 9月 |
| 32 | 世界のSF（短篇集）現代篇                       | アルジャーノンに花束を                | ダニエル・キイス                          | 稲葉明雄            | 福島正実 伊藤典夫 | 福島正実 伊藤典夫          | 12     | 1969年 9月 |
| 32 | 世界のSF（短篇集）現代篇                       | 交通戦争                              | フリッツ・ライバー                        | 浅倉久志            | 福島正実 伊藤典夫 | 福島正実 伊藤典夫          | 12     | 1969年 9月 |
| 32 | 世界のSF（短篇集）現代篇                       | 終着の浜辺                            | J・G・バラード                            | 伊藤典夫            | 福島正実 伊藤典夫 | 福島正実 伊藤典夫          | 12     | 1969年 9月 |
| 33 | 世界のSF（短篇集）ソ連東欧篇                   | 第一部 ソ連                           | 第一部 ソ連                               | 第一部 ソ連         | 飯田規和          | 飯田規和                   | 33     | 1971年 6月 |
| 33 | 世界のSF（短篇集）ソ連東欧篇                   | 宇宙翔けるもの                        | イワン・エフレーモフ                      | 袋一平              | 飯田規和          | 飯田規和                   | 33     | 1971年 6月 |
| 33 | 世界のSF（短篇集）ソ連東欧篇                   | 創造の第一日                          | ゲオルギー・グレーヴィッチ                | 袋一平              | 飯田規和          | 飯田規和                   | 33     | 1971年 6月 |
| 33 | 世界のSF（短篇集）ソ連東欧篇                   | 宇宙船ポリュス号の船長                | ワレンチナ・ジュラヴリョーワ              | 袋一平              | 飯田規和          | 飯田規和                   | 33     | 1971年 6月 |
| 33 | 世界のSF（短篇集）ソ連東欧篇                   | 人間の公式                            | アナトーリイ・ドニェプロフ                | 飯田規和            | 飯田規和          | 飯田規和                   | 33     | 1971年 6月 |
| 33 | 世界のSF（短篇集）ソ連東欧篇                   | ベルン教授のめざめ                    | ウラジーミル・サフチェンコ                | 西本昭治            | 飯田規和          | 飯田規和                   | 33     | 1971年 6月 |
| 33 | 世界のSF（短篇集）ソ連東欧篇                   | 六本のマッチ                          | ストルガツキー兄弟                        | 袋一平              | 飯田規和          | 飯田規和                   | 33     | 1971年 6月 |
| 33 | 世界のSF（短篇集）ソ連東欧篇                   | 雪つぶて                              | M・エムツェフ E・パルノフ                 | 西本昭治            | 飯田規和          | 飯田規和                   | 33     | 1971年 6月 |
| 33 | 世界のSF（短篇集）ソ連東欧篇                   | 湾の主                                | セーベル・ガンソフスキー                  | 西本昭治            | 飯田規和          | 飯田規和                   | 33     | 1971年 6月 |
| 33 | 世界のSF（短篇集）ソ連東欧篇                   | 不可能の方程式                        | E・ヴォイスクンスキー I・ルコジヤノフ     | 金光不二夫          | 飯田規和          | 飯田規和                   | 33     | 1971年 6月 |
| 33 | 世界のSF（短篇集）ソ連東欧篇                   | 予備研究                              | イリヤ・ワルシャフスキ                    | 草柳種雄            | 飯田規和          | 飯田規和                   | 33     | 1971年 6月 |
| 33 | 世界のSF（短篇集）ソ連東欧篇                   | 第二部 ポーランド                     |                                           |                     | 飯田規和          | 飯田規和                   | 33     | 1971年 6月 |
| 33 | 世界のSF（短篇集）ソ連東欧篇                   | 事故                                  | スタニスラフ・レム                        | 吉上昭三            | 飯田規和          | 飯田規和                   | 33     | 1971年 6月 |
| 33 | 世界のSF（短篇集）ソ連東欧篇                   | 絶対兵器                              | アンジェイ・チェホフスキ                  | 草柳種雄            | 飯田規和          | 飯田規和                   | 33     | 1971年 6月 |
| 33 | 世界のSF（短篇集）ソ連東欧篇                   | 最後の可能性                          | コンラド・フィアウコフスキ                | 草柳種雄            | 飯田規和          | 飯田規和                   | 33     | 1971年 6月 |
| 33 | 世界のSF（短篇集）ソ連東欧篇                   | クヴィン博士の治療法                  | ヤヌシュ・A・ザイデル                     | 太田多耕            | 飯田規和          | 飯田規和                   | 33     | 1971年 6月 |
| 33 | 世界のSF（短篇集）ソ連東欧篇                   | この世のふたつの果て                  | チェスワフ・チュルシチェフスキ            | 草柳種雄            | 飯田規和          | 飯田規和                   | 33     | 1971年 6月 |
| 33 | 世界のSF（短篇集）ソ連東欧篇                   | 第三部 チェコスロバキア               |                                           |                     | 飯田規和          | 飯田規和                   | 33     | 1971年 6月 |
| 33 | 世界のSF（短篇集）ソ連東欧篇                   | 飛ぶことのできた男                    | カレル・チャペック                        | 栗栖継              | 飯田規和          | 飯田規和                   | 33     | 1971年 6月 |
| 33 | 世界のSF（短篇集）ソ連東欧篇                   | クセーネミュンデの精薄児              | ヨゼフ・ネスヴァドバ                      | 栗栖継              | 飯田規和          | 飯田規和                   | 33     | 1971年 6月 |
| 33 | 世界のSF（短篇集）ソ連東欧篇                   | 炎の大陸                              | イワン・フォウストカ                      | 深見弾              | 飯田規和          | 飯田規和                   | 33     | 1971年 6月 |
| 33 | 世界のSF（短篇集）ソ連東欧篇                   | ヴォラフカのセロリ                    | ヴァーツラフ・カイドシ                    | 栗栖継              | 飯田規和          | 飯田規和                   | 33     | 1971年 6月 |
| 33 | 世界のSF（短篇集）ソ連東欧篇                   | 第四部 ルーマニア                     |                                           |                     | 飯田規和          | 飯田規和                   | 33     | 1971年 6月 |
| 33 | 世界のSF（短篇集）ソ連東欧篇                   | 魔術師                                | O・シュルパヌ                             | 深見弾              | 飯田規和          | 飯田規和                   | 33     | 1971年 6月 |
| 33 | 世界のSF（短篇集）ソ連東欧篇                   | 第五部 ブルガリア                     |                                           |                     | 飯田規和          | 飯田規和                   | 33     | 1971年 6月 |
| 33 | 世界のSF（短篇集）ソ連東欧篇                   | コルネリウス教授の帰還                | V・ライコフ                               | 深見弾              | 飯田規和          | 飯田規和                   | 33     | 1971年 6月 |
| 34 | 日本のSF（短篇集）古典篇                       | 第一部                                | 第一部                                    | 第一部              | 石川喬司          | 石川喬司                   | 31     | 1971年 4月 |
| 34 | 日本のSF（短篇集）古典篇                       | 押絵と旅する男                        | 江戸川乱歩                                |                     | 石川喬司          | 石川喬司                   | 31     | 1971年 4月 |
| 34 | 日本のSF（短篇集）古典篇                       | 鏡地獄                                | 江戸川乱歩                                |                     | 石川喬司          | 石川喬司                   | 31     | 1971年 4月 |
| 34 | 日本のSF（短篇集）古典篇                       | 恋愛曲線                              | 小酒井不木                                |                     | 石川喬司          | 石川喬司                   | 31     | 1971年 4月 |
| 34 | 日本のSF（短篇集）古典篇                       | 人造人間                              | 平林初之輔                                |                     | 石川喬司          | 石川喬司                   | 31     | 1971年 4月 |
| 34 | 日本のSF（短篇集）古典篇                       | 灰色にぼかされた結婚                  | 木津登良                                  |                     | 石川喬司          | 石川喬司                   | 31     | 1971年 4月 |
| 34 | 日本のSF（短篇集）古典篇                       | ロボットとベッドの重量                | 直木三十五                                |                     | 石川喬司          | 石川喬司                   | 31     | 1971年 4月 |
| 34 | 日本のSF（短篇集）古典篇                       | 兵隊の死                              | 渡辺温                                    |                     | 石川喬司          | 石川喬司                   | 31     | 1971年 4月 |
| 34 | 日本のSF（短篇集）古典篇                       | 振動魔                                | 海野十三                                  |                     | 石川喬司          | 石川喬司                   | 31     | 1971年 4月 |
| 34 | 日本のSF（短篇集）古典篇                       | 十八時の音楽浴                        | 海野十三                                  |                     | 石川喬司          | 石川喬司                   | 31     | 1971年 4月 |
| 34 | 日本のSF（短篇集）古典篇                       | 特許多腕人間方式                      | 海野十三                                  |                     | 石川喬司          | 石川喬司                   | 31     | 1971年 4月 |
| 34 | 日本のSF（短篇集）古典篇                       | 髪切虫                                | 夢野久作                                  |                     | 石川喬司          | 石川喬司                   | 31     | 1971年 4月 |
| 34 | 日本のSF（短篇集）古典篇                       | 人間レコード                          | 夢野久作                                  |                     | 石川喬司          | 石川喬司                   | 31     | 1971年 4月 |
| 34 | 日本のSF（短篇集）古典篇                       | 卵                                    | 夢野久作                                  |                     | 石川喬司          | 石川喬司                   | 31     | 1971年 4月 |
| 34 | 日本のSF（短篇集）古典篇                       | 「太平洋漏水孔」漂流記                | 小栗虫太郎                                |                     | 石川喬司          | 石川喬司                   | 31     | 1971年 4月 |
| 34 | 日本のSF（短篇集）古典篇                       | 音波の殺人                            | 野村胡堂                                  |                     | 石川喬司          | 石川喬司                   | 31     | 1971年 4月 |
| 34 | 日本のSF（短篇集）古典篇                       | せんとらる地球市建設記録              | 星田三平                                  |                     | 石川喬司          | 石川喬司                   | 31     | 1971年 4月 |
| 34 | 日本のSF（短篇集）古典篇                       | 七時〇三分                            | 牧逸馬                                    |                     | 石川喬司          | 石川喬司                   | 31     | 1971年 4月 |
| 34 | 日本のSF（短篇集）古典篇                       | 地底獣国                              | 久生十蘭                                  |                     | 石川喬司          | 石川喬司                   | 31     | 1971年 4月 |
| 34 | 日本のSF（短篇集）古典篇                       | 網膜脈視症                            | 木々高太郎                                |                     | 石川喬司          | 石川喬司                   | 31     | 1971年 4月 |
| 34 | 日本のSF（短篇集）古典篇                       | ニッポン遺跡（抄）                    | 大下宇陀児                                |                     | 石川喬司          | 石川喬司                   | 31     | 1971年 4月 |
| 34 | 日本のSF（短篇集）古典篇                       | 二千六百万年後                        | 横溝正史                                  |                     | 石川喬司          | 石川喬司                   | 31     | 1971年 4月 |
| 34 | 日本のSF（短篇集）古典篇                       | 脳波操縦士                            | 蘭郁二郎                                  |                     | 石川喬司          | 石川喬司                   | 31     | 1971年 4月 |
| 34 | 日本のSF（短篇集）古典篇                       | ジャマイカ氏の実験                    | 城昌幸                                    |                     | 石川喬司          | 石川喬司                   | 31     | 1971年 4月 |
| 34 | 日本のSF（短篇集）古典篇                       | みなごろしの歌                        | 渡辺啓助                                  |                     | 石川喬司          | 石川喬司                   | 31     | 1971年 4月 |
| 34 | 日本のSF（短篇集）古典篇                       | 月航路第一号                          | 北村小松                                  |                     | 石川喬司          | 石川喬司                   | 31     | 1971年 4月 |
| 34 | 日本のSF（短篇集）古典篇                       | オラン・ペンデクの復讐                | 香山滋                                    |                     | 石川喬司          | 石川喬司                   | 31     | 1971年 4月 |
| 34 | 日本のSF（短篇集）古典篇                       | オラン・ペンデク後日譚                | 香山滋                                    |                     | 石川喬司          | 石川喬司                   | 31     | 1971年 4月 |
| 34 | 日本のSF（短篇集）古典篇                       | 第二部                                |                                           |                     | 石川喬司          | 石川喬司                   | 31     | 1971年 4月 |
| 34 | 日本のSF（短篇集）古典篇                       | 銀河鉄道の夜                          | 宮沢賢治                                  |                     | 石川喬司          | 石川喬司                   | 31     | 1971年 4月 |
| 34 | 日本のSF（短篇集）古典篇                       | 覚海上人天狗になる事                  | 谷崎潤一郎                                |                     | 石川喬司          | 石川喬司                   | 31     | 1971年 4月 |
| 34 | 日本のSF（短篇集）古典篇                       | 抒情歌                                | 川端康成                                  |                     | 石川喬司          | 石川喬司                   | 31     | 1971年 4月 |
| 34 | 日本のSF（短篇集）古典篇                       | 微笑                                  | 横光利一                                  |                     | 石川喬司          | 石川喬司                   | 31     | 1971年 4月 |
| 34 | 日本のSF（短篇集）古典篇                       | 一千一秒物語（抄）                    | 稲垣足穂                                  |                     | 石川喬司          | 石川喬司                   | 31     | 1971年 4月 |
| 34 | 日本のSF（短篇集）古典篇                       | 似而非物語                            | 稲垣足穂                                  |                     | 石川喬司          | 石川喬司                   | 31     | 1971年 4月 |
| 34 | 日本のSF（短篇集）古典篇                       | 東京日記                              | 内田百閒                                  |                     | 石川喬司          | 石川喬司                   | 31     | 1971年 4月 |
| 34 | 日本のSF（短篇集）古典篇                       | 山月記                                | 中島敦                                    |                     | 石川喬司          | 石川喬司                   | 31     | 1971年 4月 |
| 34 | 日本のSF（短篇集）古典篇                       | かろやかな翼ある風の歌（抄）          | 立原道造                                  |                     | 石川喬司          | 石川喬司                   | 31     | 1971年 4月 |
| 34 | 日本のSF（短篇集）古典篇                       | 猿ケ島                                | 太宰治                                    |                     | 石川喬司          | 石川喬司                   | 31     | 1971年 4月 |
| 34 | 日本のSF（短篇集）古典篇                       | 夜長姫と耳男                          | 坂口安吾                                  |                     | 石川喬司          | 石川喬司                   | 31     | 1971年 4月 |
| 34 | 日本のSF（短篇集）古典篇                       | 潜在意識の軌道                        | 伊藤整                                    |                     | 石川喬司          | 石川喬司                   | 31     | 1971年 4月 |
| 35 | 日本のSF（短篇集）現代篇                       | 第一部 限りなき空間                   | 第一部 限りなき空間                       | 第一部 限りなき空間 | 福島正実          | 石川喬司 福島正実          | 7      | 1969年 4月 |
| 35 | 日本のSF（短篇集）現代篇                       | 宇宙救助隊2180年                      | 光瀬龍                                    |                     | 福島正実          | 石川喬司 福島正実          | 7      | 1969年 4月 |
| 35 | 日本のSF（短篇集）現代篇                       | 宇宙塵                                | 高橋泰邦                                  |                     | 福島正実          | 石川喬司 福島正実          | 7      | 1969年 4月 |
| 35 | 日本のSF（短篇集）現代篇                       | ハイウェイ惑星                        | 石原藤夫                                  |                     | 福島正実          | 石川喬司 福島正実          | 7      | 1969年 4月 |
| 35 | 日本のSF（短篇集）現代篇                       | 耳鳴山由来                            | 矢野徹                                    |                     | 福島正実          | 石川喬司 福島正実          | 7      | 1969年 4月 |
| 35 | 日本のSF（短篇集）現代篇                       | 神への長い道                          | 小松左京                                  |                     | 福島正実          | 石川喬司 福島正実          | 7      | 1969年 4月 |
| 35 | 日本のSF（短篇集）現代篇                       | 第二部 来たるべき明日                 |                                           |                     | 福島正実          | 石川喬司 福島正実          | 7      | 1969年 4月 |
| 35 | 日本のSF（短篇集）現代篇                       | 白い服の男                            | 星新一                                    |                     | 福島正実          | 石川喬司 福島正実          | 7      | 1969年 4月 |
| 35 | 日本のSF（短篇集）現代篇                       | 万国博がやってくる                    | 眉村卓                                    |                     | 福島正実          | 石川喬司 福島正実          | 7      | 1969年 4月 |
| 35 | 日本のSF（短篇集）現代篇                       | ベトナム観光公社                      | 筒井康隆                                  |                     | 福島正実          | 石川喬司 福島正実          | 7      | 1969年 4月 |
| 35 | 日本のSF（短篇集）現代篇                       | 世代革命                              | 生島治郎                                  |                     | 福島正実          | 石川喬司 福島正実          | 7      | 1969年 4月 |
| 35 | 日本のSF（短篇集）現代篇                       | 二十一世紀の教養                      | 谷川俊太郎                                |                     | 福島正実          | 石川喬司 福島正実          | 7      | 1969年 4月 |
| 35 | 日本のSF（短篇集）現代篇                       | 機関車、草原に                        | 河野典生                                  |                     | 福島正実          | 石川喬司 福島正実          | 7      | 1969年 4月 |
| 35 | 日本のSF（短篇集）現代篇                       | イメージ冷凍業                        | 都筑道夫                                  |                     | 福島正実          | 石川喬司 福島正実          | 7      | 1969年 4月 |
| 35 | 日本のSF（短篇集）現代篇                       | 贅沢                                  | 北杜夫                                    |                     | 福島正実          | 石川喬司 福島正実          | 7      | 1969年 4月 |
| 35 | 日本のSF（短篇集）現代篇                       | 意地悪爺さん                          | 北杜夫                                    |                     | 福島正実          | 石川喬司 福島正実          | 7      | 1969年 4月 |
| 35 | 日本のSF（短篇集）現代篇                       | 第三部 人間を越えて                   |                                           |                     | 福島正実          | 石川喬司 福島正実          | 7      | 1969年 4月 |
| 35 | 日本のSF（短篇集）現代篇                       | 落陽2217年                            | 光瀬龍                                    |                     | 福島正実          | 石川喬司 福島正実          | 7      | 1969年 4月 |
| 35 | 日本のSF（短篇集）現代篇                       | 傍のあいつ                            | 手塚治虫                                  |                     | 福島正実          | 石川喬司 福島正実          | 7      | 1969年 4月 |
| 35 | 日本のSF（短篇集）現代篇                       | 合成美女                              | 倉橋由美子                                |                     | 福島正実          | 石川喬司 福島正実          | 7      | 1969年 4月 |
| 35 | 日本のSF（短篇集）現代篇                       | 砂上の影                              | 久野四郎                                  |                     | 福島正実          | 石川喬司 福島正実          | 7      | 1969年 4月 |
| 35 | 日本のSF（短篇集）現代篇                       | ブルドッグ                            | 筒井康隆                                  |                     | 福島正実          | 石川喬司 福島正実          | 7      | 1969年 4月 |
| 35 | 日本のSF（短篇集）現代篇                       | 第四部 地球を侵すもの                 |                                           |                     | 福島正実          | 石川喬司 福島正実          | 7      | 1969年 4月 |
| 35 | 日本のSF（短篇集）現代篇                       | 収穫                                  | 半村良                                    |                     | 福島正実          | 石川喬司 福島正実          | 7      | 1969年 4月 |
| 35 | 日本のSF（短篇集）現代篇                       | 悪夢のかたち                          | 平井和正                                  |                     | 福島正実          | 石川喬司 福島正実          | 7      | 1969年 4月 |
| 35 | 日本のSF（短篇集）現代篇                       | 紙か髪か                              | 小松左京                                  |                     | 福島正実          | 石川喬司 福島正実          | 7      | 1969年 4月 |
| 35 | 日本のSF（短篇集）現代篇                       | 第五部 時間と次元への旅               |                                           |                     | 福島正実          | 石川喬司 福島正実          | 7      | 1969年 4月 |
| 35 | 日本のSF（短篇集）現代篇                       | 影が重なる時                          | 小松左京                                  |                     | 福島正実          | 石川喬司 福島正実          | 7      | 1969年 4月 |
| 35 | 日本のSF（短篇集）現代篇                       | ちがう                                | 福島正実                                  |                     | 福島正実          | 石川喬司 福島正実          | 7      | 1969年 4月 |
| 35 | 日本のSF（短篇集）現代篇                       | 魔法つかいの夏                        | 石川喬司                                  |                     | 福島正実          | 石川喬司 福島正実          | 7      | 1969年 4月 |
| 35 | 日本のSF（短篇集）現代篇                       | パチャカマに落ちる陽                  | 豊田有恒                                  |                     | 福島正実          | 石川喬司 福島正実          | 7      | 1969年 4月 |
| 35 | 日本のSF（短篇集）現代篇                       | 第六部 イマジネーション・その他の世界 |                                           |                     | 福島正実          | 石川喬司 福島正実          | 7      | 1969年 4月 |
| 35 | 日本のSF（短篇集）現代篇                       | 人脳培養事件                          | 佐野洋                                    |                     | 福島正実          | 石川喬司 福島正実          | 7      | 1969年 4月 |
| 35 | 日本のSF（短篇集）現代篇                       | 待っている女                          | 山川方夫                                  |                     | 福島正実          | 石川喬司 福島正実          | 7      | 1969年 4月 |
| 35 | 日本のSF（短篇集）現代篇                       | 鍵                                    | 星新一                                    |                     | 福島正実          | 石川喬司 福島正実          | 7      | 1969年 4月 |
| 35 | 日本のSF（短篇集）現代篇                       | 逢いびき                              | 石川喬司                                  |                     | 福島正実          | 石川喬司 福島正実          | 7      | 1969年 4月 |
| 35 | 日本のSF（短篇集）現代篇                       | 過去への電話                          | 福島正実                                  |                     | 福島正実          | 石川喬司 福島正実          | 7      | 1969年 4月 |
| 35 | 日本のSF（短篇集）現代篇                       | 夜に別れを告げる夜                    | 樹下太郎                                  |                     | 福島正実          | 石川喬司 福島正実          | 7      | 1969年 4月 |
| 35 | 日本のSF（短篇集）現代篇                       | X電車で行こう                         | 山野浩一                                  |                     | 福島正実          | 石川喬司 福島正実          | 7      | 1969年 4月 |
| 35 | 日本のSF（短篇集）現代篇                       | 空地                                  | 北杜夫                                    |                     | 福島正実          | 石川喬司 福島正実          | 7      | 1969年 4月 |
| 35 | 日本のSF（短篇集）現代篇                       | 人魚伝                                | 安部公房                                  |                     | 福島正実          | 石川喬司 福島正実          | 7      | 1969年 4月 |

### 備考
刊行開始時の予告からは以下の変更点がある。
- 第4巻『ガーンズバック テイン』に収録のジョン・テインの作品は、予告では『時間流（英語版）』となっていたが、『鉄の星（英語版）』に変更された。
- 第21巻『ポール／コーンブルース アンダースン ファーマー』は、予告では『ポール／コーンブルース ファーマー』となっていた。また、同巻収録のフィリップ・ホセ・ファーマーの作品は、予告では『フレッシュ』となっていたが、『恋人たち』に変更された。『フレッシュ』は、1972年に『太陽神降臨（英語版）』の訳題でハヤカワ・SF・シリーズから刊行されている。
- 第25巻『バルジャベル フリック フランケ』は、予告では『バルジャベル ダルトン』となっていた。同巻にはクラーク・ダールトン（ドイツ語版、英語版）の『禁じられた者の世界』（『追放者の惑星』）[15]の収録が予定されていたが、版権などの事情で間に合わず、ハヤカワ・SF・シリーズで刊行されていたヘルベルト・W・フランケ『思考の網』が再録された[16]。『追放者の惑星』は、1972年に『流刑の惑星』の訳題でハヤカワ・SF・シリーズから刊行されている[17]。
- 第30巻『筒井康隆 眉村卓 光瀬龍』は「新作書下ろし長篇」と予告されていたが、事情により、すべて既発表作品の再録となった[17][2]。
- 全35巻の他に別巻として『SF講座』が予告されていたが、他の出版物を参照ということで取りやめとなった[2]。